# Världscupen i längdåkning 2003/2004
Världscupen i längdåkning 2003/2004 inleddes i Düsseldorf 25 oktober 2003 och avslutades i Pragelato 14 mars 2004. Vinnare av totala världscupen blev Rene Sommerfeldt, Tyskland på herrsidan och Gabriella Paruzzi, Italien på damsidan.

## Deltävlingar

### Herrar
| Datum            | Plats                                      | Tävling                           | Etta                                                                              | Tvåa                                                                         | Trea                                                                       |
| ---------------- | ------------------------------------------ | --------------------------------- | --------------------------------------------------------------------------------- | ---------------------------------------------------------------------------- | -------------------------------------------------------------------------- |
| 25 oktober 2003  | Düsseldorf, Nordrhein-Westfalen, Tyskland  | Sprint fristil                    | Peter Larsson                                                                     | Martin Koukal                                                                | Thobias Fredriksson                                                        |
| 26 oktober 2003  | Düsseldorf, Nordrhein-Westfalen, Tyskland  | Lagsprint fristil                 | Sverige IPeter Larsson Thobias Fredriksson                                        | Tyskland IAxel Teichmann Tobias Angerer                                      | Norge IITor Arne Hetland Håvard Bjerkeli                                   |
| 22 november 2003 | Beitostølen, Norge                         | 15 kilometer fristil              | Pietro Piller Cottrer                                                             | Tore Ruud Hofstad                                                            | Axel Teichmann                                                             |
| 23 november 2003 | Beitostølen, Norge                         | 4 x 10 kilometer safett           | TysklandJens Filbrich Axel Teichmann René Sommerfeldt Tobias Angerer              | Norge IJens Arne Svartedal Odd-Bjørn Hjelmeset Lars Berger Tore Ruud Hofstad | Norge IIFrode Estil Tore Bjonviken Frode Andresen Ole Einar Bjørndalen     |
| 28 november 2003 | Kuusamo, Finland                           | 15 kilometer klassiskt            | Anders Aukland                                                                    | Jens Arne Svartedal                                                          | Anders Södergren                                                           |
| 30 november 2003 | Kuusamo, Finland                           | 30 kilometer jaktstart            | Axel Teichmann                                                                    | Anders Södergren                                                             | René Sommerfeldt                                                           |
| 6 december 2003  | Toblach, Italien                           | 30 kilometer fristil masstart     | Mathias Fredriksson                                                               | René Sommerfeldt                                                             | Kristen Skjeldal                                                           |
| 7 december 2003  | Toblach, Italien                           | Lagsprint fristil                 | Norge ITor Arne Hetland Håvard Bjerkeli                                           | Sverige IPeter Larsson Thobias Fredriksson                                   | Norge IIHåvard Solbakken John Kristian Dahl                                |
| 13 december 2003 | Davos, Graubünden, Schweiz                 | 15 kilometer klassiskt            | Andrus Veerpalu                                                                   | Nikolaj Pankratov                                                            | Anders Södergren                                                           |
| 14 december 2003 | Davos, Graubünden, Schweiz                 | 4 x 10 kilometer safett           | Norge IAnders Aukland Frode Estil Jens Arne Svartedal Tor Arne Hetland            | TysklandJens Filbrich Andreas Schlütter René Sommerfeldt Tobias Angerer      | SverigeMartin Larsson Mats Larsson Johan Olsson Anders Högberg             |
| 16 december 2003 | Val di Fiemme, Italien                     | Sprint klassiskt                  | Jens Arne Svartedal                                                               | John Kristian Dahl                                                           | Andrus Veerpalu                                                            |
| 20 december 2003 | Ramsau am Dachstein, Steiermark, Österrike | 30 kilometer jaktstart            | Mathias Fredriksson                                                               | René Sommerfeldt                                                             | Anders Södergren                                                           |
| 21 december 2003 | Ramsau am Dachstein, Steiermark, Österrike | 10 kilometer fristil              | Christian Hoffmann                                                                | Tobias Angerer                                                               | Axel Teichmann                                                             |
| 6 januari 2004   | Falun, Sverige                             | 30 kilometer jaktstart            | Tobias Angerer                                                                    | Pietro Piller Cottrer                                                        | René Sommerfeldt                                                           |
| 10 januari 2004  | Otepää, Estland                            | 30 kilometer klassiskt (masstart) | Frode Estil                                                                       | Anders Aukland                                                               | Ivan Alypov                                                                |
| 11 januari 2004  | Otepää, Estland                            | 4 x 10 kilometer stafett          | TysklandAndreas Schlütter Jens Filbrich Axel Teichmann Tobias Angerer             | ItalienBruno Carrara Valerio Checchi Pietro Piller Cottrer Fulvio Valbusa    | RysslandNikolaj Pankratov Michail Ivanov Ivan Alypov Vladimir Vilissov     |
| 17 januari 2004  | Nové Město na Moravě, Tjeckien             | 15 kilometer klassiskt            | Andrus Veerpalu                                                                   | Frode Estil                                                                  | Jaak Mae                                                                   |
| 19 januari 2004  | Nové Město na Moravě, Tjeckien             | Sprint fristil                    | Thobias Fredriksson                                                               | Peter Larsson                                                                | Håvard Bjerkeli                                                            |
| 25 januari 2004  | Val di Fiemme, Italien                     | 70 kilometer klassiskt (masstart) | Anders Aukland                                                                    | Giorgio Di Centa                                                             | Jørgen Aukland                                                             |
| 6 februari 2004  | La Clusaz, Frankrike                       | 15 Kilometer fristil              | Fulvio Valbusa                                                                    | Vincent Vittoz                                                               | Christian Hoffmann                                                         |
| 7 februari 2004  | La Clusaz, Frankrike                       | 4 x 10 kilometer safett           | FrankrikeAlexandre Rousselet Christophe Perrillat Vincent Vittoz Emmanuel Jonnier | TysklandJens Filbrich Axel Teichmann René Sommerfeldt Tobias Angerer         | RysslandNikolaj Pankratov Michail Ivanov Jevgenij Dementiev Sergei Novikov |
| 13 februari 2004 | Oberstdorf, Bayern, Tyskland               | 30 kilometer jaktstart            | René Sommerfeldt                                                                  | Reto Burgermeister                                                           | Lukáš Bauer                                                                |
| 15 februari 2004 | Oberstdorf, Bayern, Tyskland               | Lagsprint fristil                 | Tyskland IIJens Filbrich Axel Teichmann                                           | Ryssland IIvan Alypov Vasilij Rotjev                                         | Tyskland IRené Sommerfeldt Tobias Angerer                                  |
| 18 februari 2004 | Stockholm, Sverige                         | Sprint klassiskt                  | Jens Arne Svartedal                                                               | John Kristian Dahl                                                           | Odd-Bjørn Hjelmeset                                                        |
| 21 februari 2004 | Umeå, Sverige                              | 15 kilometer klassiskt            | Mathias Fredriksson                                                               | Jevgenij Dementiev                                                           | Jaak Mae                                                                   |
| 22 februari 2004 | Umeå, Sverige                              | 4 x 10 kilometer safett           | TysklandFranz Göring Andreas Schlütter Jens Filbrich Axel Teichmann               | Norge IOdd-Bjørn Hjelmeset Frode Estil Kristen Skjeldal Tore Ruud Hofstad    | Sverige Mats Larsson Jörgen Brink Anders Högberg Mathias Fredriksson       |
| 24 februari 2004 | Trondheim, Norge                           | Sprint fristil                    | Janusz Krężelok                                                                   | Thobias Fredriksson                                                          | Anders Högberg                                                             |
| 26 februari 2004 | Drammen, Norge                             | Sprint klassiskt                  | Håvard Bjerkeli                                                                   | Tor Arne Hetland                                                             | Anders Högberg                                                             |
| 28 februari 2004 | Oslo, Norge                                | 50 kilometer fristil              | René Sommerfeldt                                                                  | Fulvio Valbusa                                                               | Lukáš Bauer                                                                |
| 5 mars 2004      | Lahtis, Finland                            | Sprint fristil                    | Thobias Fredriksson                                                               | Mikael Östberg                                                               | Jörgen Brink                                                               |
| 6 mars 2004      | Lahtis, Finland                            | Lagsprint fristil                 | Ryssland INikolaj Pankratov Vasilij Rotjev                                        | Sverige IMats Larsson Björn Lind                                             | Norge IIOdd-Bjørn Hjelmeset Jens Arne Svartedal                            |
| 7 mars 2004      | Lahtis, Finland                            | 15 kilometer klassiskt            | Frode Estil                                                                       | Jaak Mae                                                                     | Andrus Veerpalu                                                            |
| 12 mars 2004     | Pragelato, Italien                         | Sprint fristil                    | Freddy Swienbacher                                                                | Jens Arne Svartedal                                                          | Børre Næss                                                                 |
| 14 mars 2004     | Pragelato, Italien                         | 30 kilometer fristil              | Christian Hoffmann                                                                | René Sommerfeldt                                                             | Thomas Moriggl                                                             |

### Damer
| Datum            | Plats                                      | Tävling                           | Etta                                                                         | Tvåa                                                                         | Trea                                                                         |
| ---------------- | ------------------------------------------ | --------------------------------- | ---------------------------------------------------------------------------- | ---------------------------------------------------------------------------- | ---------------------------------------------------------------------------- |
| 25 oktober 2003  | Düsseldorf, Nordrhein-Westfalen, Tyskland  | Sprint fristil                    | Gabriella Paruzzi                                                            | Alena Sidko                                                                  | Jevgenija Hahina                                                             |
| 26 oktober 2003  | Düsseldorf, Nordrhein-Westfalen, Tyskland  | Lagsprint fristil                 | Norge IHilde G. Pedersen Marit Bjørgen                                       | Tyskland IUschi Disl Claudia Künzel                                          | Ryssland IAlena Sidko Jevgenija Hahina                                       |
| 22 november 2003 | Beitostølen, Norge                         | 10 kilometer fristil              | Kristina Šmigun                                                              | Valentyna Sjevtjenko                                                         | Claudia Künzel                                                               |
| 23 november 2003 | Beitostølen, Norge                         | 4 x 5 kilometer stafett           | NorgeVibeke Skofterud Hilde G. Pedersen Kristin Størmer Steira Marit Bjørgen | TysklandManuela Henkel Stefanie Böhler Claudia Künzel Evi Sachenbacher       | RysslandJevgenija Hahina Alena Sidko Jekaterina Vorontsova Olga Savjalova    |
| 28 november 2003 | Kuusamo, Finland                           | 10 kilometer klassiskt            | Valentyna Sjevtjenko                                                         | Vibeke Skofterud                                                             | Kristina Šmigun                                                              |
| 30 november 2003 | Kuusamo, Finland                           | 15 kilometer jaktstart            | Kristina Šmigun                                                              | Olga Savjalova                                                               | Evi Sachenbacher                                                             |
| 6 december 2003  | Toblach, Italien                           | 15 kilometer fristil masstart     | Kristina Šmigun                                                              | Valentyna Sjevtjenko                                                         | Claudia Künzel                                                               |
| 7 december 2003  | Toblach, Italien                           | Lagsprint fristil                 | Norge IHilde G. Pedersen Marit Bjørgen                                       | Tyskland IEvi Sachenbacher Claudia Künzel                                    | Italien IIKarin Moroder Christina Kelder                                     |
| 13 december 2003 | Davos, Graubünden, Schweiz                 | 10 kilometer klassiskt            | Valentyna Sjevtjenko                                                         | Virpi Kuitunen                                                               | Gabriella Paruzzi                                                            |
| 14 december 2003 | Davos, Graubünden, Schweiz                 | 4 x 5 kilometer stafett           | NorgeVibeke Skofterud Marit Bjørgen Kristin Mürer Stemland Hilde G. Pedersen | TysklandStefanie Böhler Manuela Henkel Claudia Künzel Evi Sachenbacher       | RysslandLarisa Kurkina Lillia Vasilieva Jekaterina Vorontsova Olga Savjalova |
| 16 december 2003 | Val di Fiemme, Italien                     | Sprint klassiskt                  | Marit Bjørgen                                                                | Anna Dahlberg                                                                | Manuela Henkel                                                               |
| 20 december 2003 | Ramsau am Dachstein, Steiermark, Österrike | 10 kilometer fristil              | Katerina Neumannova                                                          | Kristina Šmigun                                                              | Gabriella Paruzzi                                                            |
| 21 december 2003 | Ramsau am Dachstein, Steiermark, Österrike | 15 kilometer jaktstart            | Kristina Šmigun                                                              | Valentyna Sjevtjenko                                                         | Claudia Künzel                                                               |
| 6 januari 2004   | Falun, Sverige                             | 15 kilometer jaktstart            | Katerina Neumannova                                                          | Gabriella Paruzzi                                                            | Kristina Šmigun                                                              |
| 10 januari 2004  | Otepää, Estland                            | 15 kilometer klassiskt (masstart) | Claudia Künzel                                                               | Kristina Šmigun                                                              | Hilde G. Pedersen                                                            |
| 11 januari 2004  | Otepää, Estland                            | 4 x 5 kilometer stafett           | NorgeVibeke Skofterud Hilde G. Pedersen Kristin Størmer Steira Marit Bjørgen | TysklandManuela Henkel Viola Bauer Evi Sachenbacher Claudia Künzel           | FinlandKirsi Välimaa Aino Kaisa Saarinen Riikka Sarasoja Virpi Kuitunen      |
| 17 januari 2004  | Nové Město na Moravě, Tjeckien             | 10 kilometer klassiskt            | Gabriella Paruzzi                                                            | Claudia Künzel                                                               | Katerina Neumannova                                                          |
| 19 januari 2004  | Nové Město na Moravě, Tjeckien             | Sprint fristil                    | Marit Bjørgen                                                                | Virpi Kuitunen                                                               | Pirjo Manninen                                                               |
| 25 januari 2004  | Val di Fiemme, Italien                     | 70 kilometer klassiskt (masstart) | Gabriella Paruzzi                                                            | Valentyna Sjevtjenko                                                         | Manuela Henkel                                                               |
| 6 februari 2004  | La Clusaz, Frankrike                       | 10 kilometer fristil              | Katerina Neumannova                                                          | Julija Tjepalova                                                             | Sabina Valbusa                                                               |
| 7 februari 2004  | La Clusaz, Frankrike                       | 4 x 5 kilometer stafett           | RysslandLarisa Kurkina Lillia Vasilieva Ekaterina Vorontsova Olga Savjalova  | TysklandManuela Henkel Viola Bauer Anke Reschwamm-Schulze Claudia Künzel     | ItalienMarianna Longa Gabriella Paruzzi Antonella Confortola Sabina Valbusa  |
| 14 februari 2004 | Oberstdorf, Bayern, Tyskland               | 15 kilometer jaktstart            | Julija Tjepalova                                                             | Hilde G. Pedersen                                                            | Olga Savjalova                                                               |
| 15 februari 2004 | Oberstdorf, Bayern, Tyskland               | Lagsprint fristil                 | Norge IHilde G. Pedersen Marit Bjørgen                                       | Tyskland IEvi Sachenbacher Claudia Künzel                                    | Tyskland IIManuela Henkel Isabel Klaus                                       |
| 18 februari 2004 | Stockholm, Sverige                         | Sprint klassiskt                  | Marit Bjørgen                                                                | Anna Dahlberg                                                                | Ella Gjømle                                                                  |
| 21 februari 2004 | Umeå, Sverige                              | 10 kilometer klassiskt            | Katerina Neumannova                                                          | Hilde G. Pedersen                                                            | Marit Bjørgen                                                                |
| 22 februari 2004 | Umeå, Sverige                              | 4 x 5 kilometer stafett           | NorgeVibeke Skofterud Marit Bjørgen Kristin Størmer Steira Hilde G. Pedersen | RysslandLarisa Kurkina Olga Savjalova Jekaterina Vorontsova Julija Tjepalova | FinlandAino Kaisa Saarinen Satu Salonen Riikka Sarasoja Kati Venäläinen      |
| 24 februari 2004 | Trondheim, Norge                           | Sprint fristil                    | Marit Bjørgen                                                                | Evi Sachenbacher                                                             | Claudia Künzel                                                               |
| 26 februari 2004 | Drammen, Norge                             | Sprint klassisk stil              | Marit Bjørgen                                                                | Virpi Kuitunen                                                               | Elina Hietamäki                                                              |
| 28 februari 2004 | Oslo, Norge                                | 30 kilometer fristil              | Julija Tjepalova                                                             | Sabina Valbusa                                                               | Valentyna Sjevtjenko                                                         |
| 5 mars 2004      | Lahtis, Finland                            | Sprint fristil                    | Marit Bjørgen                                                                | Gabriella Paruzzi                                                            | Anna Dahlberg                                                                |
| 6 mars 2004      | Lahtis, Finland                            | Lagsprint klassiskt               | Norge IElla Gjømle Hilde G. Pedersen                                         | Finland IElina Hietamäki Pirjo Manninen                                      | Ryssland Larisa Kurkina Olga Savjalova                                       |
| 7 mars 2004      | Lahtis, Finland                            | 10 kilometer klassiskt            | Virpi Kuitunen                                                               | Gabriella Paruzzi                                                            | Olga Savjalova                                                               |
| 12 mars 2004     | Pragelato, Italien                         | Sprint fristil                    | Marit Bjørgen                                                                | Beckie Scott                                                                 | Elina Hietamäki                                                              |
| 14 mars 2004     | Pragelato, Italien                         | 15 kilometer fristil              | Sabina Valbusa                                                               | Julija Tjepalova                                                             | Katerina Neumannova                                                          |

## Slutställning

### Herrar
| Placering | Namn                | Land     | Total Poäng |
| --------- | ------------------- | -------- | ----------- |
| 1         | Rene Sommerfeldt    | Tyskland | 954         |
| 2         | Mathias Fredriksson | Sverige  | 606         |
| 3         | Jens Arne Svartedal | Norge    | 592         |
| 4         | Tobias Angerer      | Tyskland | 582         |
| 5         | Axel Teichmann      | Tyskland | 575         |
| 6         | Frode Estil         | Norge    | 558         |
| 7         | Andrus Veerpalu     | Estland  | 539         |
| 8         | Fulvio Valbusa      | Italien  | 462         |
| 9         | Thobias Fredriksson | Sverige  | 436         |
| 10        | Anders Södergren    | Sverige  | 434         |

### Damer
| Placering | Namn                 | Land     | Total Poäng |
| --------- | -------------------- | -------- | ----------- |
| 1         | Gabriella Paruzzi    | Italien  | 1228        |
| 2         | Marit Bjørgen        | Norge    | 1139        |
| 3         | Valentyna Sjevtjenko | Ukraina  | 983         |
| 4         | Hilde G Pedersen     | Norge    | 856         |
| 5         | Kristina Smigun      | Estland  | 853         |
| 6         | Virpi Kuitunen       | Finland  | 848         |
| 7         | Claudia Nystad       | Tyskland | 762         |
| 8         | Olga Savjalova       | Ryssland | 664         |
| 9         | Katarina Neumannova  | Tjeckien | 629         |
| 10        | Sabina Valbusa       | Italien  | 554         |